# Żarki (województwo łódzkie)
Żarki – wieś w Polsce, w województwie łódzkim, w powiecie radomszczańskim, w gminie Dobryszyce.
Do 2023 miejscowość była częścią wsi Borowiecko.
W latach 1975–1998 miejscowość administracyjnie należała do województwa piotrkowskiego.
Dawniej samodzielna wieś w gminie Gosławice.